# Zuid-Thürings voetbalkampioenschap 1923/24
In 1923/24 werd het vijfde voetbalkampioenschap van Zuid-Thüringen gespeeld, dat georganiseerd werd door de Midden-Duitse voetbalbond.  Het was het eerste kampioenschap sinds 1914, de voorbije jaren fungeerde de competitie als tweede klasse onder de Kreisliga Thüringen. Na 1923 werd de Kreisliga ontbonden en werd de vooroorlogse competitie in ere hersteld, nu als Gauliga Südthüringen. Vier clubs speelden het voorgaande jaar reeds in de Kreisliga, aangevuld met zes clubs van de Kreisklasse Südstthüringen. 
SC Oberlind werd kampioen en plaatste zich voor de Midden-Duitse eindronde. De club versloeg SC 1912 Zella, SV 01 Gotha en verloor dan van Naumburger SpVgg 05.

## Gauliga
| Plaats | Club                     | Wed. | W | G | V | Saldo | Ptn.  |
| ------ | ------------------------ | ---- | - | - | - | ----- | ----- |
| 1.     | SC 06 Oberlind           | 18   |   |   |   |       | 27:9  |
| 2.     | 1. FC 07 Lauscha         | 18   |   |   |   |       | 25:11 |
| 3.     | TSV 1904 Sonneberg       | 18   |   |   |   |       | 24:12 |
| 4.     | FC Viktoria 1909 Coburg  | 18   |   |   |   |       | 23:13 |
| 5.     | VfB 1907 Coburg          | 18   |   |   |   |       | 21:15 |
| 6.     | SV 1907 Neustadt/Coburg  | 18   |   |   |   |       | 15:21 |
| 7.     | Sportring 1910 Sonneberg | 18   |   |   |   |       | 15:21 |
| 8.     | SV 1908 Steinach         | 18   |   |   |   |       | 14:22 |
| 9.     | SV Neuhaus               | 18   |   |   |   |       | 10:26 |
| 10.    | SC 1919 Effelder         | 18   |   |   |   |       | 6:30  |

|  | Kampioen, geplaatst voor Midden-Duitse eindronde |
|  | Degradatie                                       |